# The Girl Who Joined the Bushrangers
The Girl Who Joined the Bushrangers è un cortometraggio muto del 1909 diretto da Lewin Fitzhamon.

## Trama
Una ragazza si unisce ai fuorilegge che rubano il bestiame di suo padre per poter essere poi salvata dallo sceriffo di cui è innamorata.

## Produzione
Il film fu prodotto dalla Hepworth.

## Distribuzione
Distribuito dalla Hepworth, il film - un cortometraggio in una bobina - uscì nelle sale cinematografiche britanniche nel dicembre 1909.
Si conoscono pochi dati del film che, prodotto dalla Hepworth, fu distrutto nel 1924 dallo stesso produttore, Cecil M. Hepworth. Fallito, in gravissime difficoltà finanziarie, il produttore pensò in questo modo di poter almeno recuperare il nitrato d'argento della pellicola.